# Мелик Аслан бек
Мелик Аслан бек Багдад бек оглу (азерб. Məlik Aslan bəy Bağdad bəy oğlu; 1787, Туг, Карабахское ханство — 1832, Туг, Карабахская провинция, Российская империя) — последний мелик и наиб Дизакского магала, основатель ветви рода Мелик-Аслановых в роду Дизакских меликов.

## Биография
Мелик Аслан бек Багдад бек оглу родился в 1787 году в деревне Туг Карабахского ханствa.
Oснователь ветви рода Мелик-Аслановых в роду Дизакских меликов.
По вероисповеданию был мусульманином.

## Жизнь
- Мелик Аслан бек, считаясь старшим в роду меликов Дизакских, являлся последним меликoм и наибом Дизакского магала (1805—1822) и служил минбаши при последнем Карабахском хане Мехти Кули хане.

- Согласно «Ведомости с деревень Карабахского магала Дизак, управляемого меликом Асланом», под его управлением находились деревни Замзур, Сур, Тагасир, Кошбек, Туг, Гагяги, Хозабирт, Мамат-Азор, Гямряпоч, Кюгюль, Булутан, Джуварлы[1]. В указанных деревнях Мелик Аслан бек имел лишь администартивную власть и право получения части доходов по талагам, предоставленным Карабахским Мехти Кули ханом.

- «По описям 1823, 1832, 1848—1849, 1863 гг. все главные члены рода (потомки Мелик Аслана и его братьев) показаны среди беков»[2], то есть имели бекское достоинство.

## Семья
- Наследники: Ширин бек (1803,Туг—1863,Туг), Гаджи Фархад бек (15.06.1805,Туг—1889,Туг), Кярбалаи Али Гулу бек (1810,Туг—?), Фирудин бек (15.06.1811,Туг—27.05.1857,Туг), Наджаф бек (1816,Туг—?), Гаджи Аббас бек (1817,Туг—1891)

## См. такжe
- Мелик-Аслановы [+]

- Туг

- Дизакский магал